# Ivan Asen Point
Der Ivan Asen Point (englisch; bulgarisch нос Иван Асен nos Iwan Assen) ist eine 300 m lange Landspitze an der Südostküste von Smith Island im Archipel der Südlichen Shetlandinseln. Sie liegt 12 km nordöstlich des Kap James, 20,6 km südwestlich des Kap Smith, 3,7 km südsüdöstlich des Mount Foster und 3,2 km südöstlich des Slaveykov Peak. Sie bildet die Südseite der Einfahrt zur Ivan Asen Cove.
Die bulgarische Kommission für Antarktische Geographische Namen benannte sie 2006 wie dann 2015 die gleichnamige Bucht auch nach Iwan Assen II. († 1241), von 1218 bis zu seinem Tod Zar des Zweiten Bulgarischen Reiches.